# MDF-Pulverbeschichtung

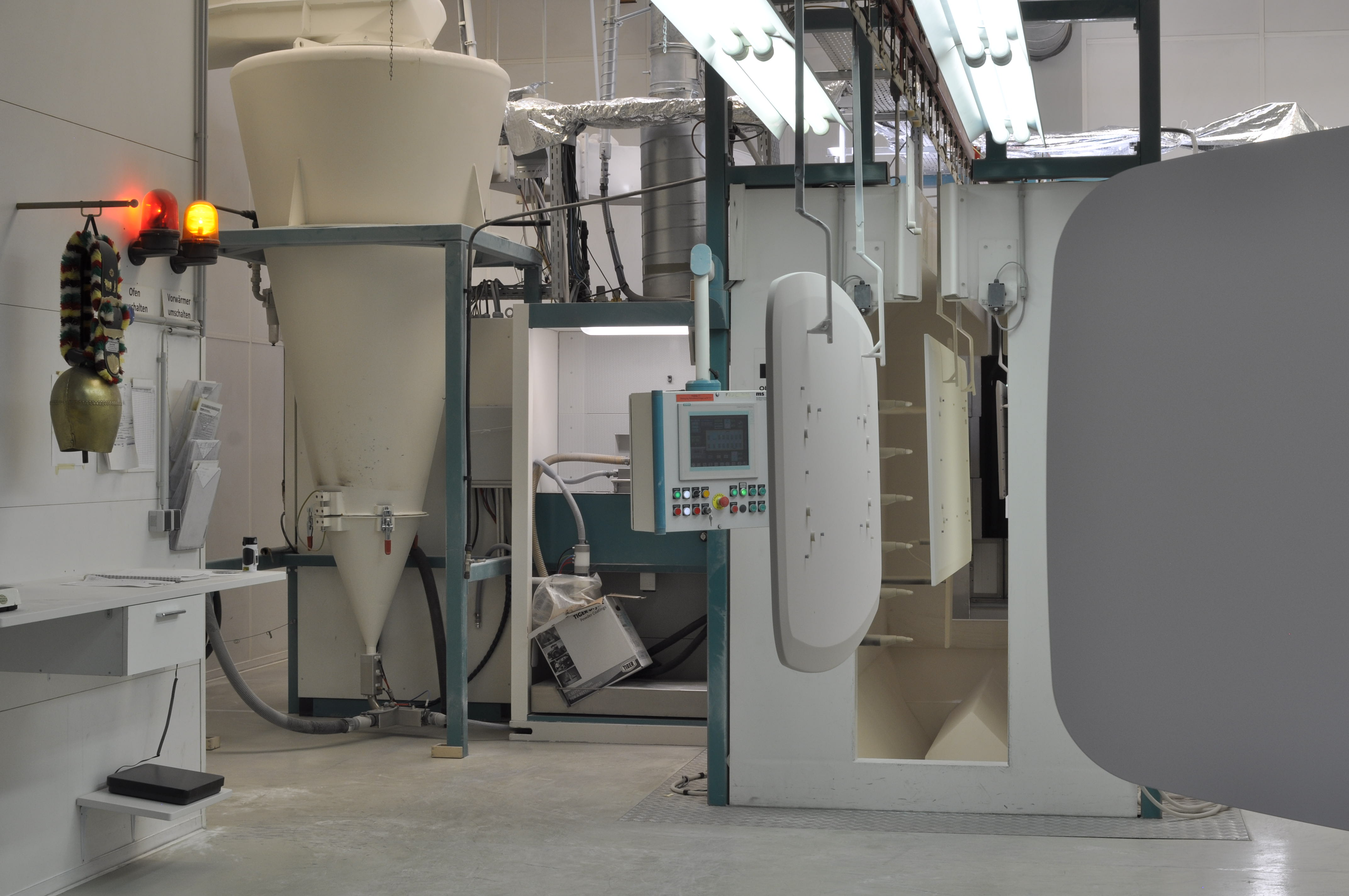
Applikationskabine beim Beschichtungsprozess von MDF Bauteilen

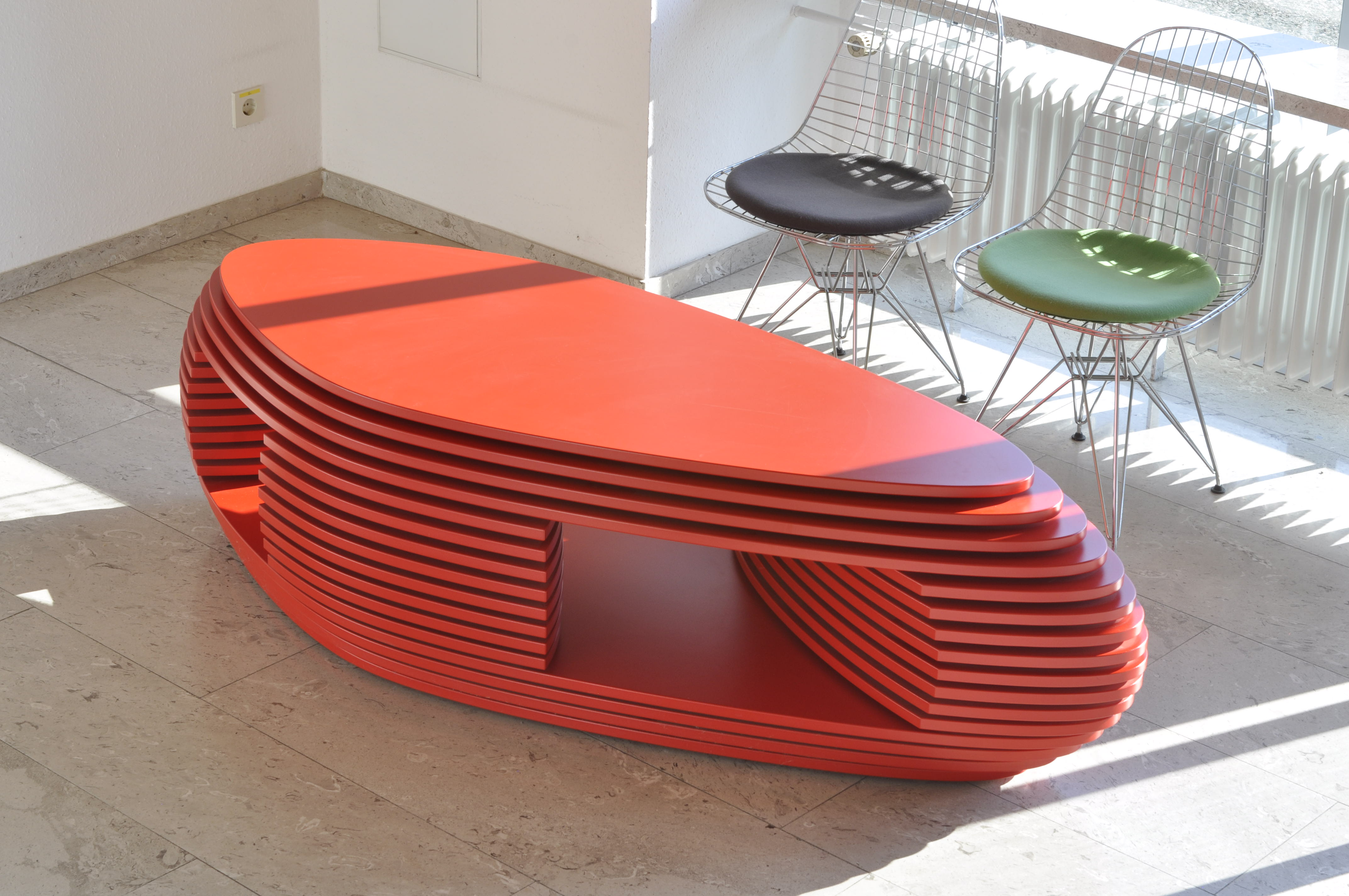
Präsentationsmöbel aus Pulverbeschichtung

MDF-Pulverbeschichtung ist ein Verfahren zur Oberflächenveredelung von MDF-Platten. Obwohl der Anteil des Verfahrens sowohl im Bereich Pulverbeschichtung (< 3 %), als auch im Bereich MDF (2 %) sehr klein ist, wird es als einer der Zukunftsmärkte für die Pulverbeschichtung gesehen. Die Lacke werden wie alle Pulverlacke gänzlich ohne Lösungsmittel hergestellt, weshalb keinerlei Beeinträchtigungen der Umwelt oder Nutzer durch Lösungsmittel bestehen. Das Verfahren wurde deshalb vom Bundesministerium für Umwelt, Naturschutz und Reaktorsicherheit in ein Förderprogramm aufgenommen und schließlich als beste verfügbare Technik übernommen.

## Entwicklung
Erste Pulverlackformulierungen  für die Beschichtung von Holz und Holzwerkstoffen wurden Anfang der 1990er-Jahre entwickelt. Die erste industrielle Anwendung der Technologie erfolgt im Jahr 1994 im Unternehmen Hali Büromöbel in Österreich. In Deutschland wurde von einem süddeutschen Zulieferer und einem namhaften Büromöbelhersteller 2002 erstmals intensiv an der Etablierung pulverbeschichteter MDF-Platten gearbeitet.